# Stadio La Ciudadela
Lo stadio La Ciudadela (in spagnolo: Estadio La Ciudadela) è un impianto sportivo di San Miguel de Tucumán, in Argentina. Ospita le partite interne del Club Atlético San Martín ed ha una capienza di 30 250 spettatori.

## Storia
Costruito nel 1951, lo stadio è stato rinnovato nel 2016 aggiungendo una nuova tribuna nel settore sud dello stadio, portando di fatto la capacità a 30.250 persone.